# Ocodeídeos
Ocodeídeos (Ochodaeidae) é uma família de coleópteros.

## Subfamílias
- † Cretochodaeinae Nikolajev, 1995
- Ochodaeinae Mulsant & Rey, 1871
- Chaetocanthinae Scholtz, 1988